# Mentiders (sèrie de televisió)
Mentiders (títol original en anglès, We Were Liars) és una sèrie de televisió estatunidenca de thriller psicològic basada en la novel·la homònima del 2014 d'E. Lockhart. Es va estrenar a Amazon Prime Video el 18 de juny de 2025. S'ha subtitulat al català.
El rodatge principal va començar el juny de 2024. El rodatge va tenir lloc a Nova Escòcia i es va completar a finals de setembre de 2024.